# Остергольц (район)
Остергольц (нім. Osterholz) — район у Німеччині, у складі федеральної землі Нижня Саксонія, на північ від Бремена. Адміністративний центр — місто Остергольц-Шармбек.

## Населення
Населення району становить 115 054 осіб (станом на 31 грудня 2021).

## Адміністративний поділ
Район складається з одного міста, 5 самостійних громад (нім. Einheitsgemeinden), а також 5 громад, включених до одного об'єднання громад (нім. Samtgemeinde).
Дані про населення наведені станом на 31 грудня 2021. Зірочкою (*) позначений центр об'єднання громад.
| Самостійні громади: 1. Ворпсведе (9687) 2. Грасберг (7908) 3. Лілінталь (19922) 4. Остергольц-Шармбек, місто (30438) 5. Ріттергуде (14800) 6. Шваневеде (20408) | Об'єднання громад: - Гамберген (11891) 1. Аксштедт (1208) 2. Гамберген * (5613) 3. Гольсте (1399) 4. Любберштедт (724) 5. Фоллерзоде (2947) |